# Brenna
Pour les articles homonymes, voir Brenna (homonymie).
Brenna est une commune italienne de la province de Côme, dans la région Lombardie.

## Administration
| Période                                  | Période | Identité | Étiquette | Qualité |
| ---------------------------------------- | ------- | -------- | --------- | ------- |
|                                          |         |          |           |         |
| Les données manquantes sont à compléter. |         |          |           |         |

### Communes limitrophes
Alzate Brianza, Cantù, Carugo, Inverigo, Mariano Comense.

## Jumelages
- Láchar (Espagne)